# Hardheidsschaal van Mohs

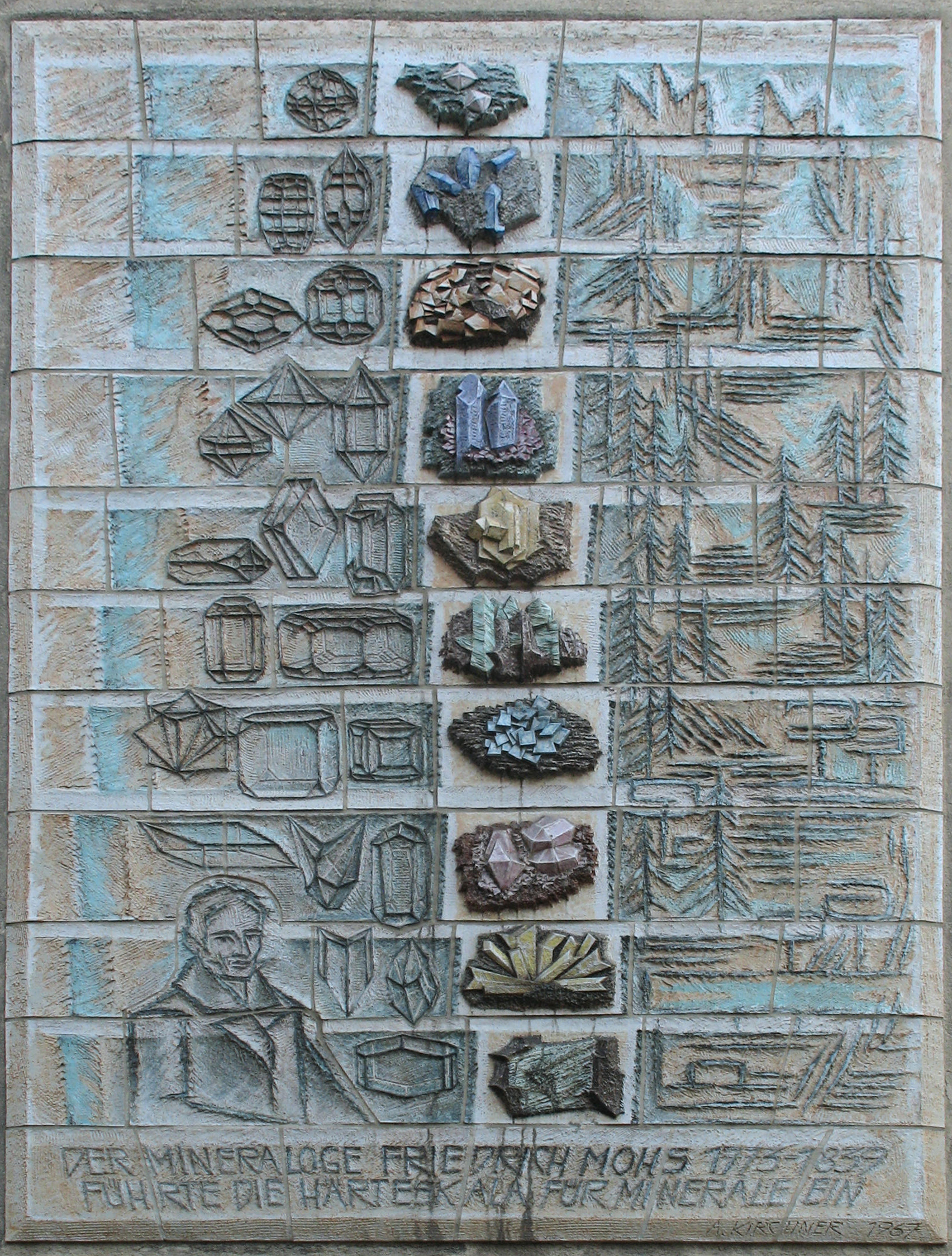
Plaquette voor Friedrich Mohs in Wenen, Oostenrijk

De hardheidsschaal van Mohs is een schaal van 1 tot 10, die de relatieve hardheid van een mineraal aangeeft. De hardheid kan bepaald worden met een sclerometer. De schaal werd in 1812 ontwikkeld door Friedrich Mohs (1773-1839). Hardheid valt te bepalen door te zien welke stof de andere een kras kan toebrengen. De hoogste waarde is 10, die wordt toegekend aan diamant. Met een diamant kan dus iedere andere stof gekrast worden. Boorcarbide bijvoorbeeld is iets zachter dan diamant, maar harder dan alle volgende vaste stoffen, het heeft een hardheid van 9,8. Mohs selecteerde tien welbekende mineralen voor zijn schaal, maar bij latere metingen bleek dat zijn schaal niet lineair is. Men kan namelijk in een laboratorium ook een absolute hardheid bepalen.
Hoewel de hardheidsschaal empirisch is, is hij van groot belang tijdens veldwerk aan mineralen. Het is een van de hulpmiddelen om mineralen te identificeren, zonder een beroep te moeten doen op analyse achteraf in een laboratorium.

## Mohs' hardheidschaal
| Mohs hardheid | Mineraal   | Chemische formule  | Absolute hardheid | Krasinformatie                                                                        |
| ------------- | ---------- | ------------------ | ----------------- | ------------------------------------------------------------------------------------- |
| 1             | talk       | Mg3Si4O10(OH)2     | 1                 | Het zachtste mineraal. Met elk van de andere bekrasbaar                               |
| 2             | gips       | CaSO4·2H2O         | 2                 | Krasbaar met een vingernagel                                                          |
| 3             | calciet    | CaCO3              | 9                 | Met een koperen munt krasbaar, met een stalen mes zeer goed snijdbaar                 |
| 4             | fluoriet   | CaF2               | 21                | Met een mes enigszins krasbaar                                                        |
| 5             | apatiet    | Ca5(PO4)3(OH,Cl,F) | 48                | Met een mes nog krasbaar                                                              |
| 6             | orthoklaas | KAlSi3O8           | 72                | Met een mes nauwelijks, met een stalen vijl enigszins krasbaar                        |
| 7             | kwarts     | SiO2               | 100               | Krast glas, staal, koper en de meeste andere stoffen                                  |
| 8             | topaas     | Al2SiO4(OH,F)2     | 200               | Krast kwarts                                                                          |
| 9             | korund     | Al2O3              | 400               | Krast topaas                                                                          |
| 10            | diamant    | C                  | 1500              | De hardste van alle bekende natuurlijke stoffen. Kan enkel gekrast worden met diamant |

## Metalen en andere mineralen
| Mohs hardheid | Metaal of mineraal                                                                            |
| ------------- | --------------------------------------------------------------------------------------------- |
| 0,2–0,3       | cesium, rubidium                                                                              |
| 0,5–0,6       | lithium, natrium, kalium                                                                      |
| 1             | talk                                                                                          |
| 1,5           | gallium, strontium, indium, tin, barium, thallium, lood, grafiet                              |
| 2             | hexagonaal boornitride, calcium, seleen, cadmium, zwavel, telluur, bismut                     |
| 2,5-3         | magnesium, goud, zilver, zink, lanthaan, cerium, git                                          |
| 3             | calciet, koper, arseen, antimoon, thorium, dentine                                            |
| 3-3,5         | aluminium                                                                                     |
| 4             | fluoriet, ijzer, nikkel                                                                       |
| 4-4,5         | platina, staal                                                                                |
| 5             | apatiet, kobalt, zirkonium, palladium, tandglazuur, obsidiaan (vulkanisch glas)               |
| 5,5           | beryllium, molybdeen, hafnium, monaziet                                                       |
| 6             | orthoklaas, titanium, mangaan, germanium, niobium, rodium, uranium                            |
| 6-7           | glas, fused quartz, pyriet, silicium, ruthenium, iridium, tantaal, opaal                      |
| 7             | osmium, kwarts, renium, vanadium                                                              |
| 7,5-8         | smaragd, gehard staal, wolfraam, spinel                                                       |
| 8             | topaas                                                                                        |
| 8,5           | chrysoberyl, chroom, siliciumnitride, tantaalcarbide, zirkonia                                |
| 9–9,5         | korund, siliciumcarbide (carborundum), wolfraamcarbide, titaniumcarbide                       |
| 9,5–10        | boor, boornitride, reniumdiboride, titaniumdiboride, stishoviet (hogedrukpolymorf van kwarts) |
| 10            | diamant                                                                                       |
| >10           | nanokristallijn diamant, grafeen (hyperdiamant, ultrahard fulleriet)                          |